# Buchenbach (Main)
Der Buchenbach oder Mühlbach (im Oberlauf Riedgraben) ist ein linker Zufluss des Mains auf der Marktheidenfelder Platte am Rande des Naturparks Spessart in Bayern und entwässert dort etwa 41 km².

## Geografie

### Verlauf

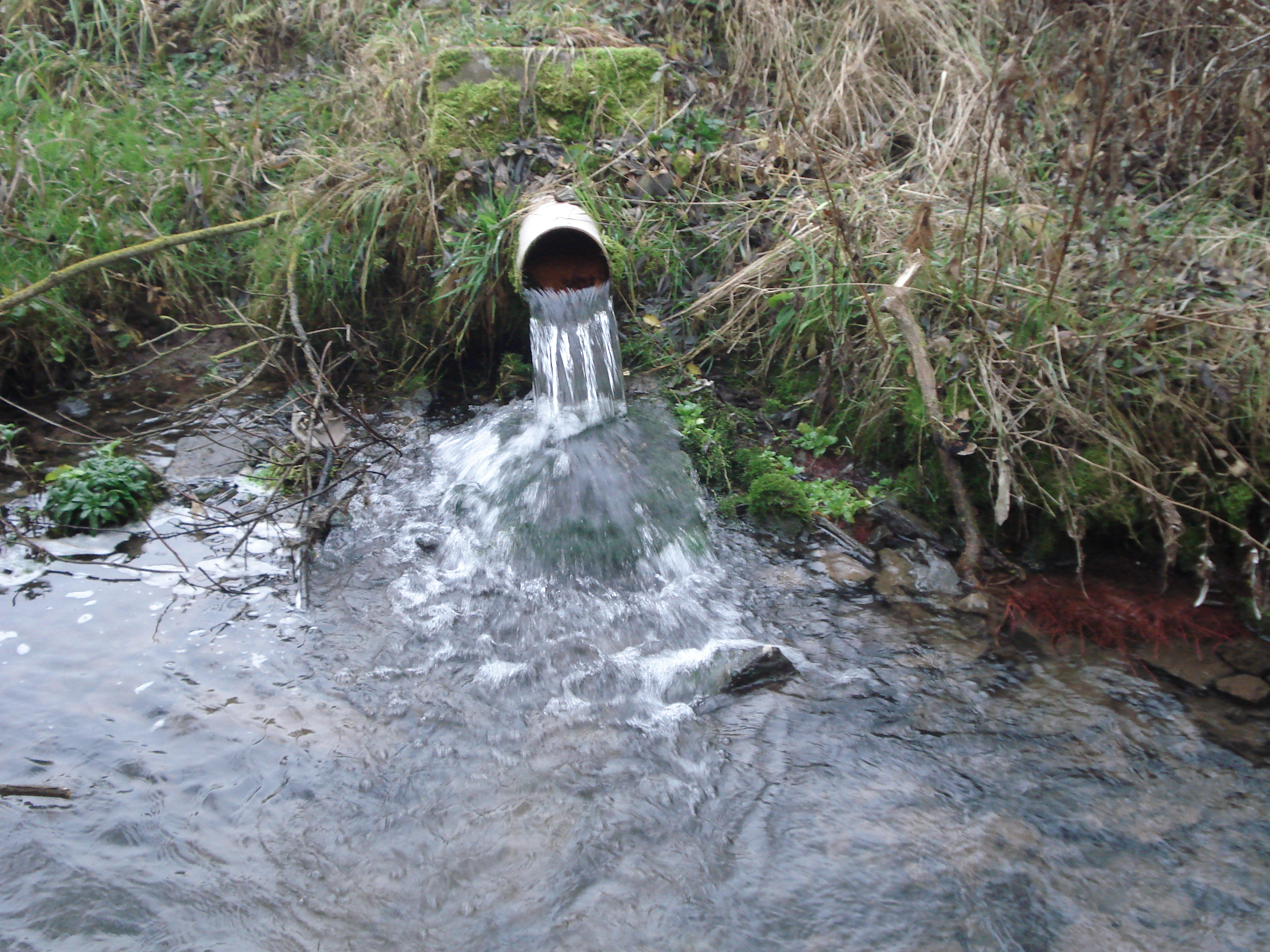
Der Forstbrunnen

Der Buchenbach entsteht als Riedgraben aus dem Zusammenfluss von Schneidergraben und Bettelmannsgraben nördlich von Urspringen. An trockenen Tagen führt dieser Oberlauf kein Wasser, so dass der Bach aus mehreren Quellen in Steinfeld entspringt. Der Forstbrunnen im Ortsteil Hausen ist die größte dieser Quellen. Er schüttet im Durchschnitt 11 l/s und wurde lange Zeit zur Trinkwasserversorgung von Hausen genutzt. Von da ab trägt der Riedgraben den Namen Buchenbach. Er fließt in nördlicher Richtung aus dem Muschelkalkgebiet in die Buntsandsteinzone an der Wallfahrtskirche Mariabuchen vorbei und mündet in Steinbach von links in den Main.

### Zuflüsse
- Bettelmannsgraben (rechter Quellbach, Hauptstrang)
- Schneidergraben (linker Quellbach, Nebenstrang)
- Holzwiesengraben (rechts)
- Böser Wiesengraben (links) ⊙
- Eckersbrunnengraben (rechts) ⊙
- Grundgraben (links) ⊙
- Lachgraben (links) ⊙
- Schindersgraben (rechts)
- Weidigsbach (rechts) ⊙
- Höllgraben (rechts) ⊙
- Rotgraben (rechts) ⊙

### Mühlen
Von den ursprünglich sieben Getreidemühlen am Buchenbach ist keine mehr in Betrieb, nur noch die Jägersmühle erzeugt Elektrizität:
- Obermühle (2002 stillgelegt) ⊙
- Mittelmühle (1963 abgerissen, heute Wohngebäude) ⊙
- Reusenmühle (1971 stillgelegt, erhalten) ⊙
- Jägersmühle (1963 stillgelegt, heute Elektrizitätseinspeisung) ⊙
- Buchenmühle (1927 stillgelegt, seither Gasthaus) ⊙
- Schürgermühle (1970 stillgelegt) ⊙
- Rüppelsmühle (Doppelmühle, 1972 stillgelegt, erhalten) ⊙

### Orte
Dabei durchläuft der Bach die Gemeindegebiete von Steinfeld, Karlstadt und Lohr im unterfränkischen Landkreis Main-Spessart.